# Seo Ji-soo
Pour les articles homonymes, voir Seo.
Seo Ji-soo (en coréen : 徐智秀 ; née le 21 mai 1985) est une ancienne joueuse professionnelle du jeu vidéo de stratégie en temps réel StarCraft de Corée du Sud. Elle a joué sous l'alias ToSsGirL (Terran, STX Soul) et a été l'une des 15 joueuses professionnelles les mieux payées du monde.  

## Carrière Starcraft
Seo « ToSsGrirL » s'initie à Stracraft avec son père et sa sœur, Seo Ji Seung « ZergGirl », en 1999. Elle commence en tant que Protoss puis change de race en Terran. Sur le circuit, elle est appelée la « Reine de Terran ».  
Seo était considérée comme l'une des 15 joueuses vidéo professionnelles les mieux payées au monde.  
Elle prend sa retraite de joueuse professionnelle en juillet 2012. Elle dirige à présent un cybermall appelé 'ToSsGirL'. 

## Résultats en tournoi
- 1re place dans Game TV Female League 4[4]
- 1re place dans Game TV Female League 3
- 1re place dans Game TV Female League 2
- 1re place dans TV Stargirls League 2
- 1re place au tournoi d'exposition des joueuses féminines OGN
- 3e place en Coupe du monde de sports électroniques Masters of Cheonan (2009)